# (20489) 1999 OJ2
A (20489) 1999 OJ2 a Naprendszer kisbolygóövében található aszteroida. A LINEAR projekt keretében fedezték fel 1999. július 22-én.